# Splendrillia kylix
Splendrillia kylix é uma espécie de gastrópode do gênero Splendrillia, pertencente a família Drilliidae.